# Selchenbach
Selchenbach ist eine Ortsgemeinde im Landkreis Kusel in Rheinland-Pfalz. Sie gehört der Verbandsgemeinde Kusel-Altenglan an.

## Geographie
Das Straßendorf Selchenbach liegt am Ostertal in der Westpfalz direkt an der Grenze zum Saarland.

## Geschichte
Am 6. Juni 1947 wurden die Gemeinden des Ostertals Bubach, Hoof, Marth, Niederkirchen, Osterbrücken und Saal dem Saarland angegliedert, 297 ha der Selchenbacher Gemarkung mitsamt dem Königreicher Hof wurden abgetrennt und an Marth angeschlossen.

## Politik

### Gemeinderat
Der Gemeinderat in Selchenbach besteht aus acht Ratsmitgliedern, die bei der Kommunalwahl am 9. Juni 2024 in einer Mehrheitswahl gewählt wurden, und dem ehrenamtlichen Ortsbürgermeister als Vorsitzendem.

### Bürgermeister
Oliver Ruth wurde am 9. Juli 2024 Ortsbürgermeister von Selchenbach. Er wurde einstimmig vom Gemeinderat gewählt, da für die Direktwahl am 9. Juni 2024 kein Wahlvorschlag eingereicht worden war.
Ruths Vorgänger Dieter Edinger hatte das Amt 2019 von Melanie Schäfer-Jung übernommen und war 2024 nicht erneut angetreten.

### Wappen
| Wappen von Selchenbach | Blasonierung: „Über einem durch einen silbernen Wellenbalken abgeteilten, grünen Schildfluß in Blau ein schreitendes, silbernes Roß.“ |
| Wappen von Selchenbach | |

## Wirtschaft und Infrastruktur
Im Nordosten befindet sich die A 62. In Kusel befindet sich ein Bahnhof der Bahnstrecke Landstuhl–Kusel.